# Hiptage poilanei
Hiptage poilanei är en tvåhjärtbladig växtart som beskrevs av Arenes. Hiptage poilanei ingår i släktet Hiptage och familjen Malpighiaceae. Inga underarter finns listade i Catalogue of Life.